# Cathy Lee Crosby
Cathy Lee Crosby (Los Angeles, 2 dicembre 1944) è un'attrice ed ex tennista statunitense.
È stata una tennista professionista negli anni '60, partecipando tra l'altro al torneo di Wimbledon 1964 e agli Internazionali di Francia 1964.

## Filmografia parziale

### Cinema
- L'ispettore Martin ha teso la trappola (The Laughing Policeman), regia di Stuart Rosenberg (1973)
- Violenza ad una minorenne (Trackdown), regia di Richard T. Heffron (1976)
- L'allenatrice sexy (Coach), regia di Bud Townsend (1978)
- Il buio (The Dark), regia di John 'Bud' Cardos (1979)
- I protagonisti (The Player), regia di Robert Altman (1992)
- The Big Tease, regia di Kevin Allen (1999)
- Fuoco sulla città (Ablaze), regia di Jim Wynorski (2001)
- Prayer Never Fails, regia di Wes Miller (2016)

### Televisione
- Operazione ladro (It Takes a Thief) – serie TV, un episodio (1968)
- Marcus Welby (Marcus Welby, M.D.) – serie TV, un episodio (1972)
- Morte per gli agenti speciali (Wonder Woman) – film TV (1974)
- La terza guerra mondiale (World War III) – miniserie TV (1982)
- Hardcastle & McCormick – serie TV, 2 episodi (1984)
- Love Boat (The Love Boat) – serie TV, 3 episodi (1979-1986)
- Hotel – serie TV, 3 episodi (1983-1987)
- Heaven & Hell: North & South, Book III – miniserie TV (1994)
- La forza dell'amore (Untamed Love) – film TV (1994)
- La culla vuota (When the Cradle Falls) – film TV (1997)
- Il tesoro perduto (Lost Treasure of Dos Santos) – film TV (1997)
- Senza passato (A Memory in My Heart) – film TV (1999)
- La magia del Natale (The Sons of Mistletoe) – film TV (2001)